# Oana Opincariu
Oana Anesia Opincariu (n. 14 septembrie 1989, Ploiești, România) este o fostă patinatoare de viteză pe pistă lungă română, care a fost activă între 1998 și 2007.
Opincariu a reprezentat România la Campionatul Mondial de Patinaj Viteză pe Distanțe Unice la 3000 de metri (locul 23) și la Campionatul European de Patinaj Viteză din 2007, terminând pe locul 19 la general. De asemenea, a concurat la alte competiții internaționale, inclusiv la Cupa Mondială Isu de Patinaj viteză.
Între 2003 și 2006 a avut un total de 20 de starturi la campionatele naționale. În 2006 a câștigat 5 medalii de bronz la Campionatul României la simplu distanță (500m, 1000m, 1500m, 3000m, 5000m) și a câștigat și medalia de bronz la Campionatul României allround.